# Moto Guzzi V7 (2021)
Die Moto Guzzi V7 ist ein Motorrad der Kategorie Roadster, das der italienische Hersteller Moto Guzzi seit 2021 baut. Das Motorrad ist eine Evolution des Vorgängermodells V7 III mit dem größeren Motor der 2019 eingeführten V85 TT, wurde im Dezember 2020 vorgestellt und kam zum 100-jährigen Unternehmensjubiläum im März 2021 auf den Markt.

## Ausstattung, Modellentwicklung

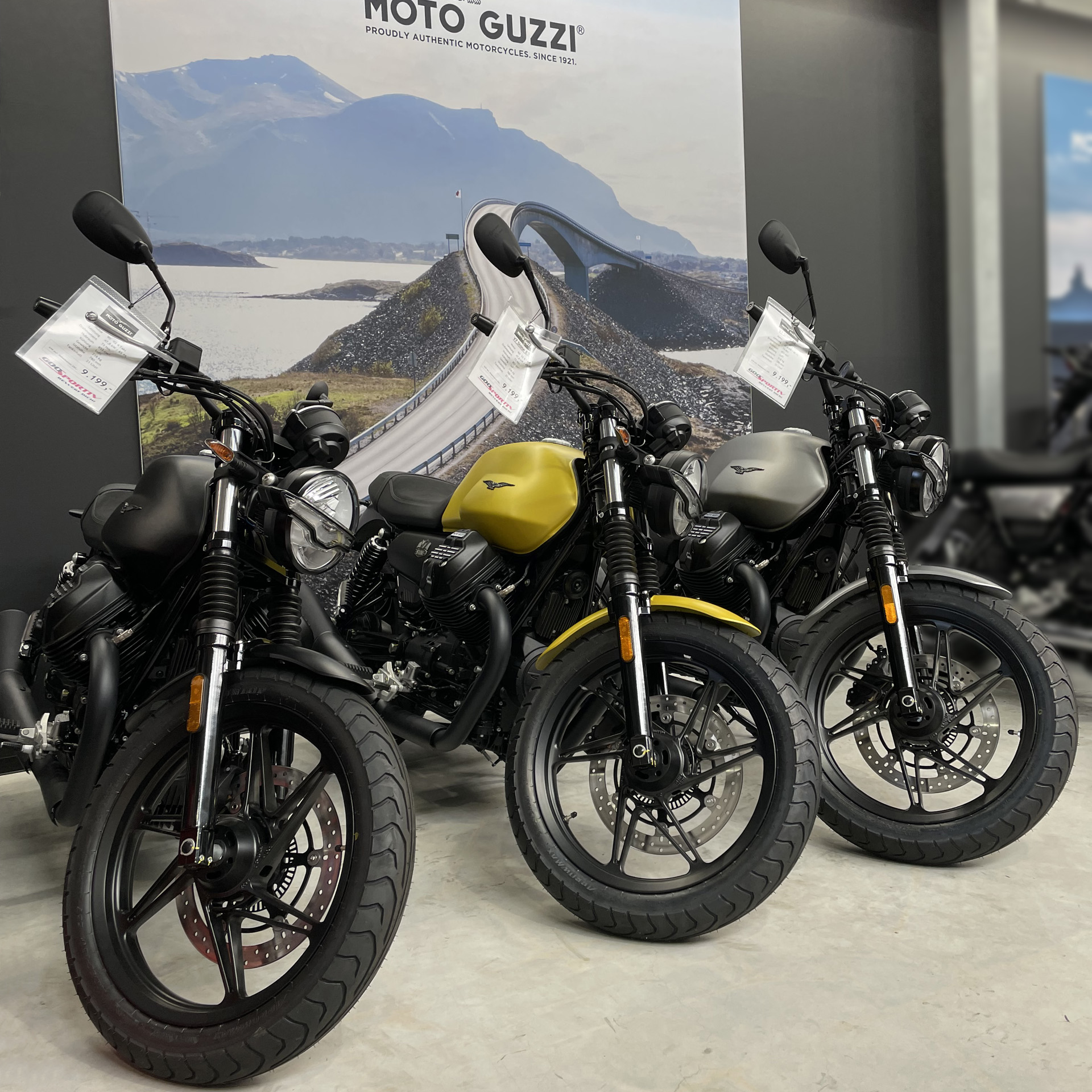
V7 Stone (2022)

Zum Verkaufsstart standen für die einfarbige Lackierung mit schwarzem Rahmen sechs verschiedene Farben zur Auswahl, die sich auf die drei Ausstattungsvarianten V7 Stone, V7 Special und V7 Stone Centenario verteilten: „Blau Formale“ und „Grau Casual“ für die Special, „Schwarz Ruvido“, „Orange Rame“ und „Blau Ghiaccio“ für die Stone. Das Sondermodell Stone Centenario wurde nur 2021 zum 100-jährigen Firmenjubiläum in den historischen Farben der V8 „Otto Cilindri“ „silbergrau satiniert / grün matt“ mit brauner Ledersitzbank gebaut.
Die Modelle unterscheiden sich, neben optischen Anpassungen, in der Cockpitausstattung (LCD für die Stone, zwei runde analoge Uhren für Tacho und Drehzahlmesser für die Special), den Felgen (Leichtmetall-Gussräder für die Stone, Speichenräder mit Aluminiumfelgen für die Special) und der Bereifung.
2022 kamen für die Ausstattungsvariante Stone die Farben „Gelb Metallic“ und „Grau Aluminium“ dazu. Im Modelljahr 2023 wurden zudem auf der Basis der Stone die Sondereditionen Stone Special Edition und Gucci-Palace (auf 50 Stück limitiert) angeboten. Mit der Stone Corsa wurde im September 2023 eine Version mit sportlicher Scheinwerferverkleidung im Retro-Look und neuer Farbgebung in Rot/Silber vorgestellt.
Die Stone des Modelljahrs 2024 war in der Farbe „Grün Camo“, „Grau Aluminium“, „Rot Rovente“ oder „Schwarz Ruvido“ erhältlich; Die Special entweder in der Zweiton-Lackierung Weiß-Silbergrau mit rotem Streifen oder in Anthrazit-Metallicfarbe. Ab April 2024 wurde eine Sonderedition Stone Ten zum zehnjährigen Jubiläum des Moto-Guzzi-Fanklubs „The Clan“ verkauft, mit charakteristischer Tanklackierung, die an das Emblem des „The Clan“ angelehnt ist - weiß mit schwarzem Zielflaggenmuster auf der Tankoberseite und zwei roten Zierlinien, sowie mit einer Auspuffanlage des Lieferanten Arrow Exhaust und einer geänderten Motorabstimmung für 2,3 % mehr Nennleistung.
Für das Modelljahr 2025 bekam die V7 eine technische wie optische Modellpflege: der wie schon 2024 für die V85 TT überarbeitete Motor mit Ride-by-Wire-Steuerung bietet zwei Fahrmodi sowie einen serienmäßigen Tempomaten. Neben den bisherigen Varianten Stone und Special gibt es eine Sport (auf Basis der Stone) mit an die legendäre V7 Sport von 1971 erinnernder Farbe „Grün Legnano“ (alternativ „Grau Lario“) und einen dritten Fahrmodus. Die Stone ist in „Schwarz Ruvido“ oder „Blau Profondo“ zu haben, die Special in „Schwarz Smeraldo“ und „Weiß 1969“.

## Technik

### Antrieb
Der Motor ist, wie bei Moto Guzzi seit 1967 üblich, ein längs eingebauter luftgekühlter 90-Grad-V2-Viertaktmotor. Er hat zwei Ventile pro Zylinder, die von einer untenliegenden Nockenwelle über Stößel, Stoßstangen und Kipphebel betätigt werden. Mit 853 cm³ Hubraum und einer Verdichtung von 10,5:1 erzielt der Motor 48 kW (65 PS) bei 6800/min (ab 2025: 67 PS). Das maximale Drehmoment beträgt 73 Nm bei 5000/min (ab 2025: 79 Nm bei 4400/min). Ein Sechsganggetriebe und eine in den rechten Schwingenarm integrierte Kardanwelle übertragen die Leistung an das Hinterrad. Das Motorrad ist nach der Abgasnorm Euro 5 (ab 2025: Euro 5+) homologiert und verbraucht im WMTC-Zyklus 4,9 l/100 km.
Für das Modelljahr 2025 erhält der überarbeitete Motor eine Ride-by-Wire-Steuerung, die eine von den Fahrmodi „Road“, „Rain“ und (nur bei der Variante V7 Sport) „Sport“ abhängige Motorcharakteristik und Traktionskontrolle sowie einen serienmäßigen Tempomaten ermöglicht.
Eine hydraulisch betätigte Einscheiben-Trockenkupplung trennt den Motor vom Sechsgang-Getriebe.
Der Kraftstofftank aus Stahlblech fasst ca. 21 Liter. Der Normverbrauch nach WMTC wird mit 4,9 l / 100 km angegeben, so dass sich eine theoretische Reichweite von ca. 420 km ergibt.

### Rahmen und Fahrwerk
Die V7 hat einen Doppelschleifenrahmen aus Stahl, der Motor ist als tragendes Element mit einbezogen.
Vorne ist eine hydraulische Teleskopgabel mit 40 mm Standrohrdurchmesser und 130 mm Federweg verbaut. Die ab 2025 erhältlichen Variante V7 Sport hat eine Upside-down-Gabel mit 41 mm Standrohrdurchmesser. Zur Federung hinten dient eine Zweiarmschwinge mit 120 mm Federweg. Wie bei allen Guzzi-Modellen mit der 1977 eingeführten, sogenannten „Small-Block“-Antriebskonstruktion ist die Schwinge drehbar gelagert direkt am Getriebegehäuse angeschraubt.

### Bremsanlage
Das Bremssystem umfasst eine schwimmend gelagerte Scheibenbremse mit 320 mm von Brembo am Vorderrad, sowie eine Bremsscheibe mit 260 mm Durchmesser am Hinterrad. Das Antiblockiersystem (ABS) ist von Continental. Die ab 2025 erhältliche Variante V7 Sport hat eine 6-Achsen-Sensorbox (IMU), damit ein schräglagenabhängiges ABS, und vorn zwei Bremsscheiben mit 320 mm Durchmesser und radial montierten 4-Kolben-Monobloc-Sätteln von Brembo.

### Technische Daten
| Variante                | V7 Stone             | V7 Special                  | V7 Stone             | V7 Special                  | V7 Sport                      |
| Bauzeitraum             | 2021–2024            | 2021–2024                   | ab 2025              | ab 2025                     | ab 2025                       |
| Hubraum                 | 853 cm³              | 853 cm³                     | 853 cm³              | 853 cm³                     | 853 cm³                       |
| Bohrung × Hub           | 84 mm × 77 mm        | 84 mm × 77 mm               | 84 mm × 77 mm        | 84 mm × 77 mm               | 84 mm × 77 mm                 |
| Verdichtung             | 10,5 : 1             | 10,5 : 1                    | 10,5 : 1             | 10,5 : 1                    | 10,5 : 1                      |
| Nennleistung            | 65 PS (47 kW)        | 65 PS (47 kW)               | 67 PS (49,5 kW)      | 67 PS (49,5 kW)             | 67 PS (49,5 kW)               |
| – bei Drehzahl          | 6800/min             | 6800/min                    | 6900/min             | 6900/min                    | 6900/min                      |
| Max. Drehmoment         | 73 Nm                | 73 Nm                       | 79 Nm                | 79 Nm                       | 79 Nm                         |
| – bei Drehzahl          | 5000/min             | 5000/min                    | 4400/min             | 4400/min                    | 4400/min                      |
| Getriebe                | 6-Gang               | 6-Gang                      | 6-Gang               | 6-Gang                      | 6-Gang                        |
| Räder                   | Alugussräder         | Speichenräder mit Alufelgen | Alugussräder         | Speichenräder mit Alufelgen | Alugussräder, 1,8 kg leichter |
| Reifengröße vorne       | 100/90 × 18″         | 100/90 × 18″                | 100/90 × 18″         | 100/90 × 18″                | 100/90 × 18″                  |
| Reifengröße hinten      | 150/80 × 17″         | 150/80 × 17″                | 150/80 × 17″         | 150/80 × 17″                | 150/80 × 17″                  |
| Radstand                | 1450 mm              | 1450 mm                     | 1450 mm              | 1450 mm                     | 1450 mm                       |
| Maße (L × B × H)        | 2165 × 800 × 1100 mm | 2165 × 755 × 1100 mm        | 2165 × 800 × 1100 mm | 2165 × 755 × 1100 mm        | 2165 × 800 × 1100 mm          |
| Leergewicht, fahrfertig | 218 kg               | 223 kg                      | 218 kg               | 223 kg                      | 220 kg                        |
| Höchstgeschwindigkeit   | 175 km/h             | 175 km/h                    | ? km/h               | ? km/h                      | ? km/h                        |
| Benzinverbrauch (WMTC)  | ca. 4,9 l / 100 km   | ca. 4,9 l / 100 km          | ca. 4,9 l / 100 km   | ca. 4,9 l / 100 km          | ca. 4,9 l / 100 km            |
| Abgasnorm               | Euro 5               | Euro 5                      | Euro 5+              | Euro 5+                     | Euro 5+                       |

## Rezeption
„Eine Moto Guzzi V7 Special will mit modernen Mitteln ein Motorrad wie von früher sein. […] sie bringt viel des Fahrgefühls von einst zurück – ohne gravierende Nachteile und nun sogar mit deutlich mehr Schub.“

„Die V7 Special 850 ist mit ihren 65 PS zwar deutlich stärker als ihre Vorgängerin, bleibt aber das gleiche Genussmotorrad mit viel italienischer Emotion und einem mächtigen Batzen Coolness. […] als wohl eines der authentischsten Retro-Motorräder am Markt […].“